# Pol de Mont

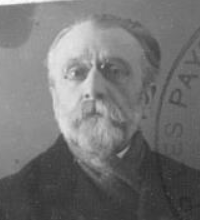
Pol De Mont rond 1918

Karel Maria Polydoor (Pol) de Mont (Wambeek, 15 april 1857 – Berlijn, 29 juni 1931) was een Vlaams schrijver en dichter. Hij is niet te verwarren met zijn neef Paul de Mont.

## Levensloop
Pol de Mont is afkomstig uit het Pajottenland, dicht bij Brussel. Na zijn middelbare studies in het Frans te Ninove gevolgd te hebben, ging hij naar het Klein Seminarie in Mechelen. Hier schreef hij zijn eerste gedichten en liet er in 1877 zijn eerste bundel Klimoprankske drukken. Twee jaar later ging hij wijsbegeerte en letteren studeren aan de universiteit van Leuven. Samen met Albrecht Rodenbach stichtte hij hier Het Pennoen. In 1880 werd zijn bundel Gedichten gepubliceerd, dat met de Vijfjaarlijkse Staatsprijs voor Vlaamse Letterkunde werd bekroond.
Pol de Mont begon zijn carrière als leerkracht eerst aan het atheneum van Doornik, dan aan dat van Antwerpen, waar de latere schrijver Alfons de Ridder (Willem Elsschot) en de latere kunstenaar Eugeen Van Mieghem tot zijn leerlingen behoorden. In 1904 werd hij benoemd tot conservator van het Koninklijk Museum voor Schone Kunsten te Antwerpen. Een jaar later was hij een van de stichters van het tijdschrift De Vlaamse Gids. In 1919 nam hij ontslag als conservator nadat hij in de pers beschuldigd was van activisme. Hij werd hoofdredacteur van de Vlaamsgezinde krant De Schelde. Enkele van zijn medewerkers daar waren Paul van Ostaijen en Alice Nahon.
Een lied van zijn hand (getoonzet door Jos de Klerk) werd opgenomen in de populaire liedbundel Kun je nog zingen, zing dan mee. De eerste regels luiden: 'Gaan wandelen dat staat ons aan'. Het gedicht Aan mijn Payottenland geeft uitdrukking aan zijn heimwee en bewondering voor zijn geboortestreek.
Pol de Mont stond samen met Omer Wattez op de Geuzentoren in het Muziekbos in Ronse in de Vlaamse Ardennen. Pol kende de streek en zijn heuvelachtige reliëf niet. Toen hij over de rand keek en de heuvels zag riep hij verbaasd: "Maar dat zijn hier de Vlaamse Ardennen". Pol de Mont is dus de uitvinder van de naam 'Vlaamse Ardennen'.
In 1888 stichtte Pol De Mont het tijdschrift Volkskunde, dat handelt over de cultuur van het dagelijks leven. Dit academisch tijdschrift wordt nog steeds uitgegeven. In de huidige redactie zitten onder meer professoren Hans Geybels, Maarten Larmuseau en Marc Jacobs.

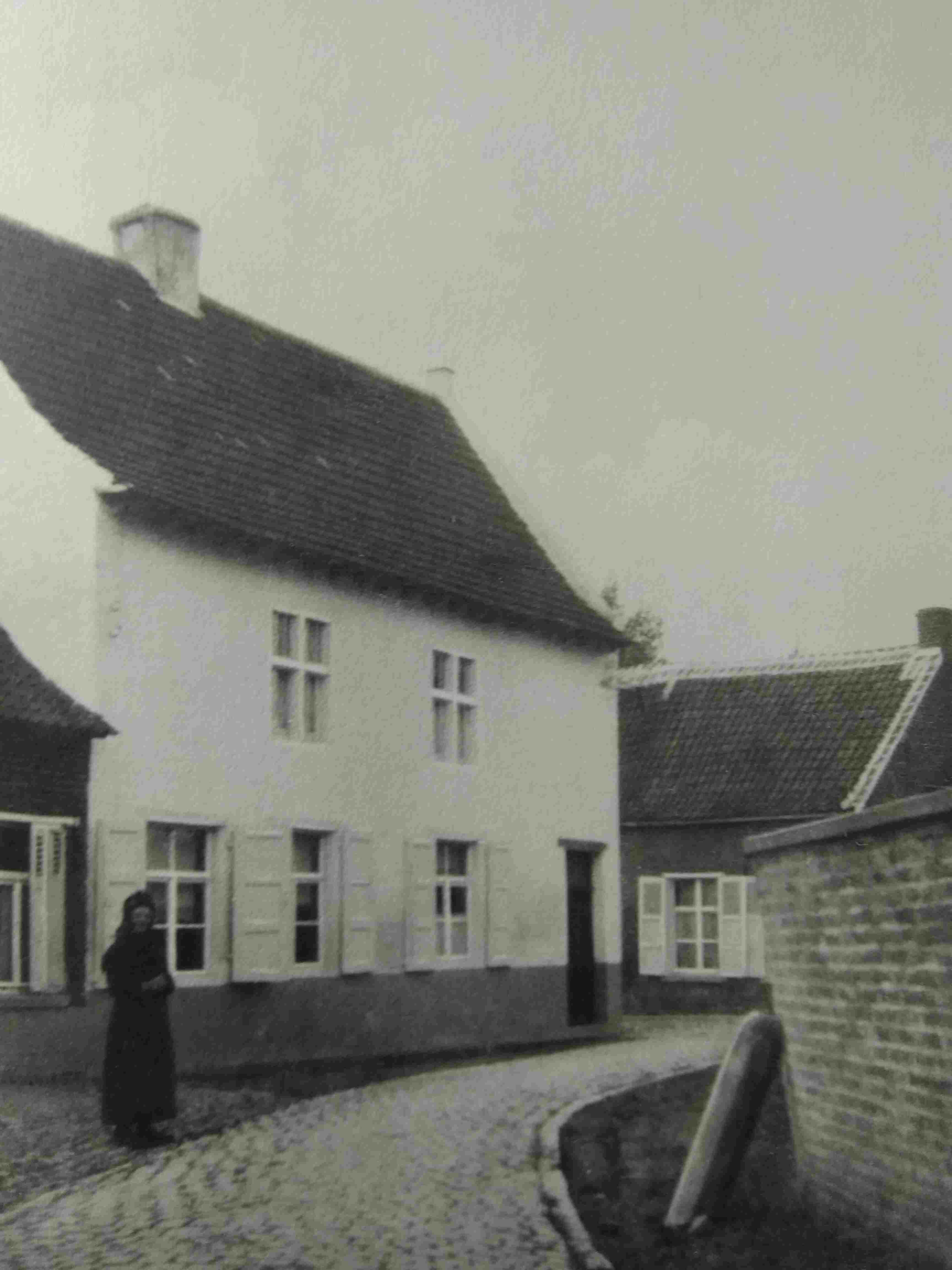
Geboortehuis Pol de Mont voor de grondige verbouwing

In 2015 werd in zijn geboortedorp het Pol de Montgenootschap opgericht. Het genootschap liet in 2018 aan zijn (intussen sterk verbouwd) geboortehuis een nieuwe gedenkplaat aanbrengen ter verbetering van de gedenkplaat die al een vervanging was van de oorspronkelijk door de Vlaamse Toeristenbond aangebrachte gedenkplaat.

## Pol De Mont en Guido Gezelle
Pol De Mont was, met August Vermeylen, een van de eerste bewonderaars van Guido Gezelle en bevorderaar, buiten West-Vlaanderen en tot in Nederland, van zijn poëtisch oeuvre.
In 1870 schreef de student De Mont naar de Brugse onderpastoor die hij aanschreef als Geachte Zanger, Eerwaarde Heer. Hij stuurde hem een gedicht dat hij had geschreven als een nederig liedje, onder 't lover der wilgen gekweeld, uit hulde en genegenheid. Hij had zelf 'Dichtoefeningen' en 'Kerkhofblommen' gelezen en was gansch verrukt, terwijl zijn hart beminde den zanger.
Later werd hij een echte propagandist van Gezelle. Hij gaf over hem en zijn werk voordrachten zowel in België als in Nederland. In een essay, gepubliceerd in De Gids, plaatste hij Gezelle als levendige taalvirtuoos, naast de dichters van de groep van Tachtigers. Hij schreef ook een portret over de fysieke verschijning van Gezelle en beschreef hem als een christelijke Socrates en besloot zijn beschrijving als volgt: Het geheel maakt op ons een drievoudige indruk van eenvoud, adel en innige welwillendheid.

## Werken
- Klimoprankskens (1877)
- Waarheid en leven. Gedichten (1877)
- Rijzende sterren (1879)
- Gedichten (1880) - Bekroond met de Staatsprijs voor Letterkunde
- Lentesotternijen (1881)
- Idyllen (1882)
- Loreley (1882)
- Idyllen en andere gedichten (1884)
- Fladderende vlinders (1885)
- Claribella (1893)
- Iris (1894)
- Dit zijn Vlaamsche wondersprookjes (1896)
- Dit zijn Vlaamsche vertelsels (1898)
- Inleiding tot de poëzie (1898)
- Drie groote Vlamingen (1901)
- Vlaamsche schilders der negentiende eeuw (1902)
- Koppen en Busten (1903), Uitgeverij Lamertin, Brussel
- De schilderkunst in België van 1830 tot 1921 (1921), Martinus Nijhoff, 's-Gravenhage
- Zomervlammen (1922)
- Aan mijn Payottenland (1924), Geschied- en Oudheidskundigen Kring van West-Brabant [2]
- Schilders van Hier en Nu (1929), Uitgeverij Regenboog, Antwerpen
- Bloemlezing uit zijn poëzie (1932)
- Keurbladzijden uit het werk (1942)
- De gouden distel; legenden en kronijken (z.j.), G.J.A. Ruys' uitgevers-Mij, Zeist

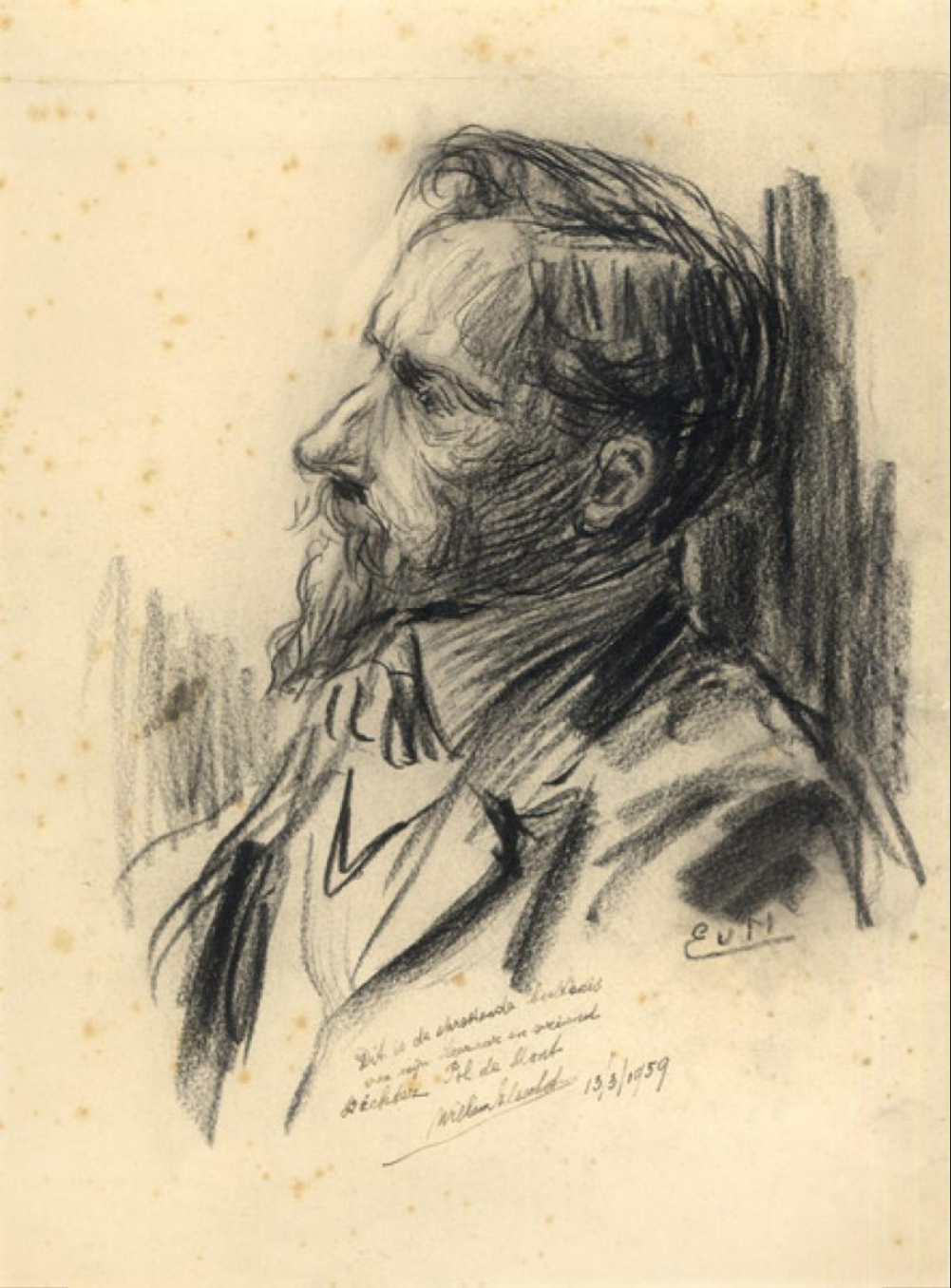
Eugeen Van Mieghem - Portret Pol de Mont (1920)

- Eugeen Van Mieghem - Portret Pol de Mont (1920)